# Loggia Rucellai
La Loggia Rucellai, située entre la Via della Vigna Nuova et la place Rucellai, est une loggia située à Florence.

## Histoire
Réalisée par Antonio di Migliorino Guidotti, et inspirée de dessins de Leon Battista Alberti, elle se situe devant le Palais Rucellai. Elle présente un aspect de loggia Renaissance très aérée, et comporte sur son fronton les armes des Rucellai, symbole même de leur fortune.
Cette œuvre a célébré le mariage en 1466 entre Bernardo Rucellai et Nannina de' Medici, sœur aînée de Laurent de Médicis, qui scellait l'alliance entre ces deux importantes familles. Elle donne sur le devant du palais, créant une petite place où les idéaux de beauté et d'élégance de la Renaissance sont pleinement exprimés. 
Elle fut restaurée au XXe siècle et retrouva ainsi ses formes d'origine.
Désormais, elle héberge des activités commerciales.